# Растко Стојановић
Растко Стојановић (Београд, 26. новембар 1926 — ауто-пут Београд-Загреб, 28. април 1972) био је истакнути српски и југословенски инжењер, доктор механичких наука, професор Универзитета у Београду и један од утемељивача модерног алпинизма у Србији.
Као научник, дао је значајан допринос у области механике, док је у спортском животу оставио неизбрисив траг као оснивач и дугогодишњи начелник Алпинистичког одсека Београд (АОБ). Његова визија, посвећеност и организационе способности поставиле су темеље за развој генерација српских алпиниста.

## Биографија и академска каријера
Растко Стојановић је рођен у Београду, где је завршио основно и средње образовање. Дипломирао је на Машинском факултету Универзитета у Београду, где је касније и докторирао, стекавши звање доктора механичких наука. Своју академску каријеру градио је на Катедри за механику Природно-математичког факултета, а касније и на Машинском факултету, где је достигао звање редовног професора.
Његов научни рад био је усмерен на области теорије еластичности и механике континуума. Био је изузетно цењен у научним круговима, како у Југославији, тако и у иностранству. Обављао је значајне функције, укључујући позицију генералног секретара Југословенског друштва за механику и члана Централног одбора Савеза инжењера и техничара Југославије. За свој изузетан допринос науци, 1969. године додељена му је престижна Октобарска награда града Београда.
Трагично је настрадао у саобраћајној несрећи на ауто-путу Београд-Загреб 28. априла 1972. године.

## Алпинистичка каријера
Упоредо са импресивном академском каријером, Растко Стојановић је био дубоко посвећен планинарству и алпинизму, где је оставио можда и најдубљи траг.

### Оснивање и вођење Алпинистичког одсека Београд
Стојановићева највећа заоставштина у спорту је оснивање Алпинистичког одсека Београд (АОБ) 1950. године, прве организације такве врсте у Србији. Као први начелник одсека, функцију коју је обављао све до своје смрти 1972. године, поставио је темеље организације која ће постати синоним за српски алпинизам.
Био је не само вођа, већ и главни инструктор и организатор бројних алпинистичких курсева, течајева и логоровања. Под његовим вођством, АОБ је развио систем обуке који је постао модел за друге клубове. Организовао је зимске течајеве у Крници (Словенија) средином педесетих година, чиме је значајно унапредио знање београдских алпиниста о зимским техникама. Био је први квалификовани планинарски водник у Србији и председник Комисије за алпинизам Планинарског савеза Србије, активно радећи на развоју и популаризацији овог спорта.

### Успони и допринос
Током своје каријере, забележио је 183 регистрована алпинистичка успона. Од тога, 114 је извео у сувој стени, док је 69 било у зимским условима или на глечерима. Међу овим подухватима истиче се 10 првенствених успона, којима је трајно уписао своје име у историју истраживања домаћих планина. Ове пионирске смерове пењао је у стенама Вукана (Горњачка клисура), на Дурмитору, Комовима и Проклетијама.
У иностранству, фокус му је био на технички захтевним глечерским успонима. Пењао се на врхове у масиву Монблан, у Ортлер групи, Доломитима и на Гросглокнеру, стичући драгоцено искуство које је касније преносио млађим генерацијама.
Осим по сопственим успонима, остао је упамћен као врхунски организатор, ментор и учесник бројних акција спасавања у планинама. Аутор је многих текстова о алпинизму и безбедности у планинама.

## Наслеђе и признања
Након његове преране смрти, у знак захвалности и поштовања, одсек који је основао и водио 22 године, Алпинистички одсек Београд, преименован је и од 1972. године носи име Алпинистички одсек „Др Растко Стојановић“.
Као трајно сећање на његов лик и дело, југословенски планинари су 1978. године, добровољним радом, изградили алпинистичко склониште у срцу Дурмитора, у цирку Велика Калѝца. Ово склониште је названо Растков бивак и данас служи као сигурно уточиште алпинистима који походе најнеприступачније делове ове планине.
За свој рад у планинарству и алпинизму добио је бројна признања од стране планинарских савеза Југославије и Србије.